# Crocodillicola pseudostoma
Crocodillicola pseudostoma är en plattmaskart. Crocodillicola pseudostoma ingår i släktet Crocodillicola och familjen Protrodiplostomatidae. Inga underarter finns listade i Catalogue of Life.